# Albrecht Erlenmeyer
Albrecht Erlenmeyer est né en 1849 à Bendorf bei Koblenz, fils du psychiatre Adolph Albrecht Erlenmeyer (1822–1877). Il a étudié la médecine dans les universités de Bonn, Halle et Würzburg et Greifswald, obtenant son doctorat en 1872 à Greifswald avec une thèse intitulée "Uber das cicatricielle Neurom".
Il est mort en 1926, c'est un médecin et psychiatre autrichien exerçant à Vienne. En 1887, il décrit la cocaïne comme le troisième « fléau » mortel pour l'humanité, après l'alcool et l'opium. Il fait suite à un article de Sigmund Freud faisant l'éloge de cette substance comme remède à l'addiction à la morphine.

## Œuvres
- (de) Ueber Cocainsucht, in Deutsche Medizinal-Zeitung, Jg. 7, Nr. 44, 31. Mai 1886, S. 483-484
- (de) Über die Wirkung des Cocaln bei der Morphiumentziehung, in Centralblatt für Nervenheilkunde, Psychiatrie und gerichtliche Psychopathologie, Jg. 8, Nr. 13,1. Juli 1885, S. 289-299.